# Арабско-византийски войни
Арабско-византийските войни са серия военни конфликти в периода VII – XII век между Византия и Арабския халифат и неговите наследници.
Войните започват по време на управлението на император Ираклий с първоначалните мюсюлмански завоевания в Сирия.
След падането на Йерусалим и завоюването на Божи гроб от арабите (638 г.) византийците (наричани „римляни“ или „Рум“ в мюсюлманските исторически хроники), започват серия кампании с цел отвоюване на Светите земи и житницата на империята Египет. Единственото обаче, което успяват да постигнат, е възстановяването на Христовия кръст и възвръщането на християнския контрол над Йерусалим през 629 г., което продължава съвсем кратко.
Първоначалният конфликт продължава от 634 до 718 г. и завършва с втората арабска обсада на Константинопол. В резултат на арабската кампания Византия загубва Леванта, но арабската експанзия към Мала Азия е спряна.
Конфликтът се разгаря с нова сила между 800 и 1169 г. Абасидският халифат завоюва територии от Южна Италия (в това число остров Сицилия) през IX – X век, които не задържа дълго.
В края на IX и началото на X век основен театър на сблъсъка между Византия и Абасидския халифат е Ориентът. Двете сили са уравновесени: византийците са отблъснали арабите по границите на долината на Ефрат и по върховете на планината Тавър и са построили верига от крепости. Между византийските гарнизони и арабските територии се простира междинна зона, подлагана на набези и от двете страни с цел грабеж. Създадена е и практика за размяна на пленници.
От средата на IX век съотношението на силите почва да се накланя в полза на византийците. Византийската Македонска династия предприема настъпление в Мала Азия и Леванта, като превзема Тарс (965 г.), Антиохия, Шайзар и Едеса (1039 г.). Киликия, Северна Месопотамия и Северна Сирия са организирани в теми, а византийците ги заселват с християнско население. Никифор II Фока и Йоан Цимисхи отиват още по-далеч и заплашват Юдея и арабското владение на Йерусалим.
Абасидските халифи са в много слаба позиция: Източен Иран е преминал в ръцете на местната династия Саманиди, а в самия Багдад властта е завзета от Буидите, макар и те да управляват от името на халифа. Арабите Хамданиди са основали княжество с център Алепо, но в резултат от византийския военен поход емирството и съседите му се признават за васални на Византия. В допълнение, Абасидите се стремят да неутрализират заплахата за съществуването си от страна на египетските Фатимиди, които стъпват в Палестина.